# Língua crioula belizenha
A língua crioula belizenha, conhecida como kriol, pelos seus falantes, é uma língua crioula aparentada ao crioulo da Costa dos Mosquitos, ao crioulo de Rio Abajo, ao crioulo de Colón e ao crioulo de Santo André e Providência. O crioulo belizenho tem cerca de 350 000 falantes nativos, em Belize, onde é a língua franca, falada por 70% da população. Também é falado pela diáspora belizenha, concentrada especialmente nos Estados Unidos.
Historicamente, a língua crioula belizenha é falada sobretudo pela população crioula de Belize - de origem africana e britânica. Posteriormente, a língua difundiu-se amplamente entre os diferentes grupos étnicos de Belize - garifunas, os mestiços e maias -, que a têm como segunda língua.

## História
O crioulo belizenho é um idioma crioulo, derivado basicamente do inglês, com influências recentes e mínimas do espanhol. O seus substratos são línguas ameríndias como o misquito, e os diversos idiomas da África Ocidental que foram trazidos ao país com os escravos. O pídgin que surgiu após o contato dos proprietários de terra ingleses e seus escravos africanos como forma de comunicação básica acabou se desenvolvendo ao longo dos anos. Jamaicanos também foram trazidos à colônia, trazendo suas próprias adições ao vocabulário, e eventualmente esta tornou-se a língua materna dos filhos de escravos nascidos em Belize.
Esta crioulização ocorreu entre 1680 e 1700, quando os britânicos já haviam se assentado permanentemente no Caribe. Não era, no entanto, o crioulo belizenho atual, e sim o crioulo da costa de Mískito, que com os anos se desenvolveu e se transformou no kriol, o idioma atual.
O crioulo belizenho é o idioma nativo da maioria dos habitantes do país. Muitos deles também falam o inglês padrão, e um rápido processo de descrioulização está ocorrendo. Assim sendo, um contínuo pós-crioulo existe atualmente, e os falantes são capazes de alternar de código entre os diversos registros mesoletais, das suas variantes mais basiletal até o acroleto (dialeto transatlântico do inglês). O acroleto puro, no entanto, como o basileto puro, raramente é ouvido.

## Frases[1]
Gud maanin: Bom dia
Weh di gaan an?: E aí?
Weh yuh naym: Qual seu nome?
Mi naym da...: Meu nome é...

## Fonologia
O kriol possui semelhanças com diversos dialetos crioulos caribenhos, no que diz respeito à fonologia e ortografia. Muitas de suas palavras e estruturas são similares tanto em seu léxico quanto na sua fonologia com o inglês, seu superestrato.
Fonologicamente, o crioulo belizenho é um exemplo perfeito de um idioma crioulo: utiliza-se dum grande número de vogais nasais, palataliza as oclusivas não-labiais e prenasaliza as oclusivas sonoras. Além disso, os pidgins possuem uma tendência de simplificar, geralmente, a fonologia dum idioma, de maneira a facilitar a comunicação. Muitos crioulos mantiveram esta tendência, e o crioulo belizenho não é uma exceção.
| Vogal     | Examplo   | Origem             |
| --------- | --------- | ------------------ |
| /ei/      | /beik/    | 'bake' ("assar")   |
| /i/       | /gi/giv/  | 'give' ("dar")     |
| /a & aa / | /la(a)ng/ | 'long' ("longo")   |
| /uu/      | /buut/    | 'booth' ("cabine") |
| /ii/      | /tiif/    | 'steal' ("roubar") |
| /ai/      | /bwai/    | 'boy' ("garoto")   |
| /oa/      | /coal/    | 'cold' ("frio")    |
| /o/       | /don/     | 'done' ("feito")   |
| /au/      | /baut/    | 'about' ("sobre")  |

- Como a maioria dos idiomas crioulos, o kriol tende a uma estrutura silábica aberta, o que que significa que muitas palavras terminam em vogais. Esta característica se consolida ainda mais com a tendência do idioma a eliminar consoantes no fim das palavras, especialmente quando a vogal que o precede seja átona.
- A nasalização é fonêmica no crioulo belizenho, graças à deleção das consoantes nasais finais. O aspecto nasal é mantido, mesmo com a eliminação da consante.
- Diversos falantes do kriol tendem a palatalizar as consoantes velares /g/ e /k/. Ocasionalmente consoantes alveolares, como /t/, /d/, e /n/ também são palatalizadas..
- Como todos os crioulos, o kriol também tem uma tendência a reduzir ou simplificar os encontros consonantais, onde quer que ocorram. Encontros consonantais no final de palavras quase sempre são reduzidos com a eliminação da segunda consoante. Quando situados no início e no meio de palavras, são reduzidos de maneira muito menos consistente.
- Quando o /r/ ocorre no fim de palavras, quase sempre é eliminado. Quando ocorre no meio duma palavra, quase sempre é eliminado, deixando apenas um resíduo na quantidade vocálica.
- Embora o seu superestrato, o inglês, faça o uso extensivo das fricativas dentais (/θ/ /ð/), o crioulo belizenho não as utiliza, empregando, em seu lugar, as alveolares /t/ e /d/. No entanto, devido ao processo contínuo de descrioulização, alguns falantes ainda incluem estas fricativas dentais em suas falas.
- As vogais átonas em início de palavra frequentemente são omitidas no kriol, e em seu lugar surge uma oclusiva glotal.
- As vogais no kriol tendem a ser a ser alteradas a partir das vogais usadas originalmente no inglês, como por exemplo, /bwai/ ou /bwoi/ (boy, "garoto") se torna /boi/, /angri/ (angry, "nervoso") se torna /ængri/, se assim por diante.

Ao contrário da maioria dos crioulos, o kriol possui uma ortografia padronizada.

### Consoantes e vogais
O kriol utiliza três consoantes consoantes plosivas sonoras (/b/ /d/ /g/) e três plosivas surdas (/p/ /t/ /k/). As oclusivas surdas também podem ser aspiradas. No entanto, a aspiração não é constante, e as formas aspiradas e não-aspiradas são alófonos. O idioma emprega três consoantes nasais (/m/ /n/ /ŋ/), e faz uso frequente de fricativas, e tanto das consoantes surdas (/f/ /s/ /ʂ/) como das sonoras (/v/ /z/ /ʐ/. Suas líquidas, /l/ e /r/, são articuladas de maneira alveopalatal. A língua fica mais solta do que no inglês estadunidense, numa posição mais semelhante à do inglês britânico. As semivogais do kriol, /w/, /j/, e /h/ são muito utilizados. As oclusivas glotais ocorrem rara e inconsistentemente. O crioulo belizenho se utiliza de onze vogais; nove monotongos, três ditongos e o xevá [ə]. O ditongo mais frequente, /ai/, é utilizado em todas as variedades regionais. Tanto o /au/ quanto o /oi/ podem ocorrer, porém são adições recentes e são vistos como sinais de descrioulização.

## Morfologia

### Tempo verbal
O tempo verbal não é assinalado no kriol. O idioma também não possui qualquer indicação de número ou pessoa. O verbo pode se referir tanto ao tempo presente quanto ao passado. O indicador de passado do inglês |d| indica uma forma acroletal. No entanto, existe a possibilidade de se marcar o tempo pretérito através do marcador |mi| antes do verbo. Tal uso, porém, é raro, se a sentença incluir algum marcador temporal semântico, como yestudeh ("yesterday", "ontem") or laas season ("last season", "estação passada").
O futuro é indicado através do emprego do marcador pré-verbal |wa| ou |a|. Ao contrário dos indicadores de passado, este marcador não é opcional.